# Кубок світу Джилонг
Кубок світу Джилонг — професійна жіноча велогонка що щорічно проводиться у місті Джелонг, що у Австралії, починаючи з 2003 року. Гонка є складовою Кубку світу
| Рік  | Золото                    | Срібло             | Бронза                    |
| ---- | ------------------------- | ------------------ | ------------------------- |
| 2003 | Сара Керріган (AUS)       | Кеті Мактьєр (AUS) | Юдіт Арндт (GER)          |
| 2004 | Ононе Вод (AUS)           | Петра Роснер (GER) | Міко Окі (JPN)            |
| 2005 | Рошелль Джилмор (AUS)     | Ононе Вод (AUS)    | Кетрін Бейтс (AUS)        |
| 2006 | Іна-Йоко Теутенберг (GER) | Міко Окі (JPN)     | Кетрін Бейтс (AUS)        |
| 2007 | Ніколь Кук (GBR)          | Ононе Вод (AUS)    | Нікі Егьєд (AUS)          |
| 2008 | Кетрін Кюрі (USA)         | Емма Рікардс (AUS) | Іна Йоко Теутенберг (GER) |